# Scorniceşti
Scornicești (rumænsk udtale: [skorniˈt͡ʃeʃtʲ]) er en by i distriktet Olt  i Rumænien, med et indbyggertal på 10.795 (2021). Byen administrerer 13 landsbyer (Bălțați, Bircii, Chițeasca, Constantinești, Jitaru, Mărgineni-Slobozia, Mihăilești-Popești, Mogoșești, Negreni, Piscani, Rusciori, Șuica og Teiuș) og har et samlet areal på 170  km²  og er den lokalitet med det største areal i distriktet Olt, og overgår selv dets hovedstad Slatina. Scornicești ligger  i den historiske region Muntenien. Den blev officielt en by i 1989, som et resultat af Rumæniens landdistriktsreform.

## Historie
Scornicești var fødestedet for den rumænske kommunistleder Nicolae Ceaușescu, som boede der indtil han var 11 år gammel, hvor han tog til Bukarest for at blive skomager. Under sit diktatur ønskede Ceaușescu at gøre Scornicești til en "mønsterby" for at huse det nyskabte "socialistiske menneske". Derfor indledte han i 1988 sin plan med at rive de traditionelle landsbyhuse ned og erstatte dem med lejlighedsbygninger og ændrede byens status fra "landsby" til "by" (dog ødelagde bulldozererne ikke Ceauşescus fødehjem, som nu er en af de lokale attraktioner ).
Ceaușescu byggede også et stort stadion (med en kapacitet på 18.000 tilskuere tilskuere) til det lokale fodboldhold, FC Olt, som med Ceaușescus hjælp blev oprykket til Divizia A (nu Liga I). I dag spiller holdet i Olt County Championship.
Scornicești solenergipark, der består af et system af solcellepaneler, ligger i byen.